# Стило де Маријани (Кремона)
Стило де Маријани је насеље у Италији у округу Кремона, региону Ломбардија.
Према процени из 2011. у насељу је живело 138 становника. Насеље се налази на надморској висини од 41 м.